# Irini (metropolitana di Atene)
Irini o Eirini (in greco: Σταθμός Ειρήνης) è una stazione della linea 1 della metropolitana di Atene.

## Storia
La stazione venne attivata il 3 settembre 1982, su un tratto di linea risalente al 1957.